# Batuhun
Batuhun ist eine unbewohnte, indonesische Insel im Timorarchipel (Kleine Sundainseln). Sie gehört zum Regierungsbezirk (Kabupaten) Rote Ndao in der Provinz Ost-Nusa Tenggara.
Batuhun liegt in der Sawusee, vor der Nordküste der Insel Roti, nordöstlich der Stadt Ba'a.